# Roberto Meloni
Roberto Meloni (Roma, 22 de febrero de 1981) es un deportista italiano que compitió en judo. Ganó una medalla de bronce en el Campeonato Mundial de Judo de 2007 y cuatro medallas en el Campeonato Europeo de Judo entre los años 2002 y 2007.

## Palmarés internacional
| Campeonato Mundial | Campeonato Mundial      | Campeonato Mundial | Campeonato Mundial |
| Año                | Lugar                   | Medalla            | Categoría          |
| ------------------ | ----------------------- | ------------------ | ------------------ |
| 2007               | Río de Janeiro (Brasil) | Medalla de bronce  | –90 kg             |
| Campeonato Europeo |                         |                    |                    |
| Año                | Lugar                   | Medalla            | Categoría          |
| 2002               | Maribor (Eslovenia)     | Medalla de bronce  | –81 kg             |
| 2005               | Róterdam (Países Bajos) | Medalla de plata   | –90 kg             |
| 2006               | Tampere (Finlandia)     | Medalla de bronce  | –90 kg             |
| 2007               | Belgrado (Serbia)       | Medalla de bronce  | –90 kg             |